# Frigate Bay
Frigate Bay je naziv za dvije uvale koje se nalaze blizu jedna drugoj na otoku Sveti Kristofor, u Svetom Kristoforu i Nevisu. Dva zaljeva nalaze se jugoistočno od glavnog grada Basseterrea, na sjevernom kraju prevlake koja spaja jugoistočni poluotok s ostatkom otoka.
Frigate Bay North je ekstenzivno razvijen i leži uz oštriju atlantsku obalu otoka.
Plaža Frigate Bay, na mirnijoj južnoj obali, popularna je plaža kod mještana Basseterrea, a jedna od plaža u zaljevu je i South Friar's Bay.

## Vanjske poveznice
|  | Zajednički poslužitelj ima još gradiva o temi Frigate Bay |